# Cochlorhinus pluto
Cochlorhinus pluto är en insektsart som beskrevs av Philip Reese Uhler 1876. Cochlorhinus pluto ingår i släktet Cochlorhinus och familjen dvärgstritar. Inga underarter finns listade i Catalogue of Life.